# 城巴90C線
城巴90C線是香港一條繁忙時間服務鴨脷洲的巴士路線，由鴨脷洲大街單向往中環。

## 歷史

### 簡介
由於地理環境關係，鴨脷洲大街位處鴨脷洲的低處，與鴨脷洲大橋的出入口之間有一段的距離。巴士經過鴨脷洲大橋後，便無法順道駛經。所以鴨脷洲大街一帶最早發展時一直沒有巴士服務。直至1993年9月1日，城巴取得中華巴士26條路線專營權，在鴨脷洲大街興建車廠（現已關閉）時，乘勢於車廠門外設立總站，於1994年8月15日起由城巴車廠開出兩班平日早晨特別班次90A，並依90線行走，一直受到居民歡迎。後來悅海華庭於1998年中入伙，為加強該區巴士服務，城巴於1998年11月16日將90A線改為平日早上至黃昏服務，並改稱為90C，來回程取道皇后大道東往返中環碼頭。

### 年表
- 1994年8月15日，90A投入服務，由城巴車廠開出兩班平日早晨特別班次，依90號線行走，受到鴨脷洲大街的居民歡迎。
- 1998年11月16日，隨著悅海華庭於年中入伙，區議員要求加強該區巴士服務，城巴及運輸署便將90A線改為平日早上至黃昏全日服務，來回程取道皇后大道東往返中環碼頭，90A改稱為90C。
- 2002年1月28日，因客量欠佳，但在早上往中環有較多乘客，90C線改為只在平日早上單向往中環（怡和大廈），而其餘的時間以城巴97A線及90之轉車優惠取代。
- 2017年4月24日：因應南區巴士路線重組，本線更改為祇於星期一至五上課日開出07:00及07:15兩班車[1]。
- 2018年3月26日：增設實時抵站時間查詢服務。

## 服務時間及班次
- 鴨脷洲大街開：
  - 星期一至五上課日：07:00、07:15

星期六、日、公眾假期及學校假期不設服務

## 收費
全程：$6.1
- 過香港仔隧道後往怡和大廈：$4.4

| - 本線設有12歲以下小童及65歲或以上長者半價優惠。 - 65歲或以上香港居民使用「樂悠咭」，以及12歲以下合資格殘疾兒童使用「殘疾人士身份」個人八達通繳付車資，均可享有每程$2.0或半價（以較低者為準）的票價優惠；12至64歲合資格殘疾人士使用「殘疾人士身份」個人八達通（包括「樂悠咭」），以及60至64歲香港居民使用「樂悠咭」繳付車資，均可享有每程$2.0或全費（以較低者為準）的票價優惠。 - 65歲或以上長者如使用長者或一般個人八達通繳付車資，則只可享有半價優惠；12至64歲合資格殘疾人士如不使用「殘疾人士身份」個人八達通，以及60至64歲人士如不使用「樂悠咭」繳付車資，必須繳付全費。 - 乘客可以現金或八達通於上車時付款，不設找續。 - 每位成人乘客可免費攜帶最多兩名4歲以下而不佔座位的兒童乘客乘車，超額之4歲以下小童必須繳付小童車費乘車。 - 九龍巴士、城巴及龍運巴士全職員工及家屬（不包括外判職員）可免費乘搭本路線，惟必須拍職員或職員家屬八達通。 - 乘客亦可使用AlipayHK「易乘碼」、支付寶、WeChatHK／微信支付「搭車碼」、銀聯雲閃付「乘車碼」及BOC Pay「乘車碼」、具有感應式支付功能的VISA、Mastercard及銀聯卡，以及Apple Pay、Google Pay及Samsung Pay流動支付平台繳付車資。使用此支付方式的乘客可享有中途下車之分段收費，以及與其他城巴獨營路線或聯營線城巴班次之轉乘優惠，惟不適用於與非城巴路線之轉乘優惠。乘客亦不能享有「公共交通費用補貼計劃」及「長者及合資格殘疾人士公共交通票價優惠計劃」。 |

## 八達通轉乘優惠
乘客登上本線往中環方向後90分鐘內以同一張八達通卡轉乘A10線往機場，可獲回贈首程車資。

## 使用車輛
現時行走90C線的車輛多為富豪B9TL11.3米（95XX）或亞歷山大丹尼士Enviro 50011.3/12米（81XX-84XX、91XX） 。

## 行車路線
經：鴨脷洲大街、利枝道、鴨脷洲橋道、黃竹坑道、香港仔隧道、黃泥涌道、皇后大道東、金鐘道、皇后大道中、畢打街及干諾道中。

### 沿線車站

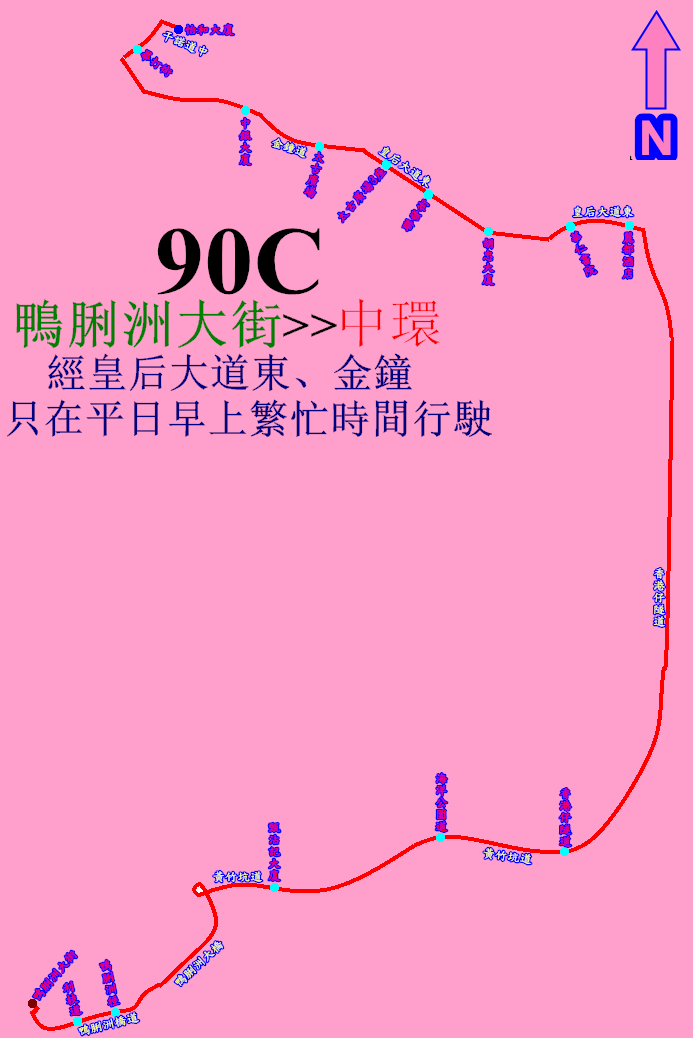
此線的走線圖

| 1                        | 鴨脷洲大街           | 鴨脷洲大街巴士總站 |
| 2                        | 利枝道               | 鴨脷洲橋道         |
| 3                        | 鴨脷洲徑             | 鴨脷洲橋道         |
| 鴨脷洲大橋               |                      |                    |
| 4                        | 甄沾記大廈           | 黃竹坑道           |
| 5                        | 黃竹坑遊樂場         | 黃竹坑道           |
| 6                        | 香港仔隧道巴士轉乘站 | 黃竹坑道           |
| 香港仔隧道、黃泥涌峽天橋 |                      |                    |
| 7                        | 錫克廟               | 皇后大道東         |
| 8                        | 香港華仁書院         | 皇后大道東         |
| 9                        | 胡忠大廈             | 皇后大道東         |
| 10                       | 聯發街               | 皇后大道東         |
| 11                       | 太古廣場三座         | 皇后大道東         |
| 12                       | 太古廣場             | 金鐘道             |
| 13                       | 中銀大廈             | 金鐘道             |
| 14                       | 畢打街               | 畢打街             |
| 15                       | 怡和大廈             | 干諾道中           |

## 第一代城巴90C線
- 第一代城巴90C線於1997年1月6日投入服務，由鸭脷洲大街往堅道，1998年7月6日起改稱93C。

## 外部連結
- 城巴90C線 （页面存档备份，存于）